# 喬許·卡邁克爾
喬許·卡邁克爾（英語：Josh Carmichael；1994年9月27日—）是一位蘇格蘭足球運動員，在場上司職後衛。他現在效力於英超球隊伯恩茅斯。

## 外部連結
- 足球数据库：喬許·卡邁克爾的球员统计数据
- Scotland Stats（页面存档备份，存于） at Scottish FA